# Стайнер, Джон
Джон Стайнер (6 июня 1840 — 31 марта 1901) — британский композитор и органист, один из самых известных композиторов Великобритании своего времени. Был известен также как педагог органистов для хоров англиканской церкви и как учёный-музыковед (состоял профессором музыки в Оксфорде).

## Биография
Родился в семье столяра, заниматься музыкой начал с 7 лет. Уже в 9-летнем возрасте стал певчим в соборе Святого Павла[уточнить], вскоре став его главным солистом, а в 16 лет получил должность органиста в недавно открывшемся на тот момент колледже Святого Михаила в Тенбери; в 1860 году Стайнер был назначен главным органистом колледжа Магдалены в Оксфорде, в это же время активно занимаясь сочинением литургической музыки.
В 1872 году стал главным органистом собора Святого Павла[уточнить] и занимал эту должность до 1888 года. В 1874 году стал одним из основателей Королевского музыкального общества, с 1876 года, помимо работы в соборе, преподавал в только что открывшейся Национальной музыкальной школе. В 1877 году был назначен почётным членом Королевской академии музыки и экзаменатором на получение степени доктора музыки в Лондонском и Кембриджском университетах. В 1882 году параллельно с прежними обязанностями он также принял пост инспектора музыкального образования в британских школах и колледжах.
После выхода в отставку в 1888 году из-за ухудшения здоровья и проблем со зрением и посвящения в том же году в рыцари переехал в Оксфорд, где год спустя стал почётным профессором музыки. Умер внезапно от сердечного приступа во время отдыха в Вероне, Италия.

## Творчество
Наиболее известным его произведением является оратория The Crucifixion (1887). Творческое наследие Стайнера представлено в основном написанными в различных жанрах произведениями церковной музыки. Более известно его музыковедческое наследие: его перу принадлежат сочинения по органной и музыкальной теории, целый ряд статей, написанных для «Словаря музыкальных терминов», и несколько фундаментальных для его времени исследований о европейской музыке времён Средневековья и эпохи Возрождения.